# Lamberto Dini
Lamberto Dini (n. 1 martie 1931, Florența, Regatul Italiei) este un politician italian. A fost [[prim-ministru]l Italiei în perioada 17 ianuarie 1995 - 17 mai 1996. A fost, de asemenea, ministrul afacerilor externe al Italiei în perioada 17 mai 1996 - 6 iunie 2001.
Este căsătorit cu Donatella Zigone.